# Antocha (Antocha) mara
Antocha (Antocha) mara is een tweevleugelige uit de familie steltmuggen (Limoniidae). De soort komt voor in het Oriëntaals gebied.